# Cylister elongatus

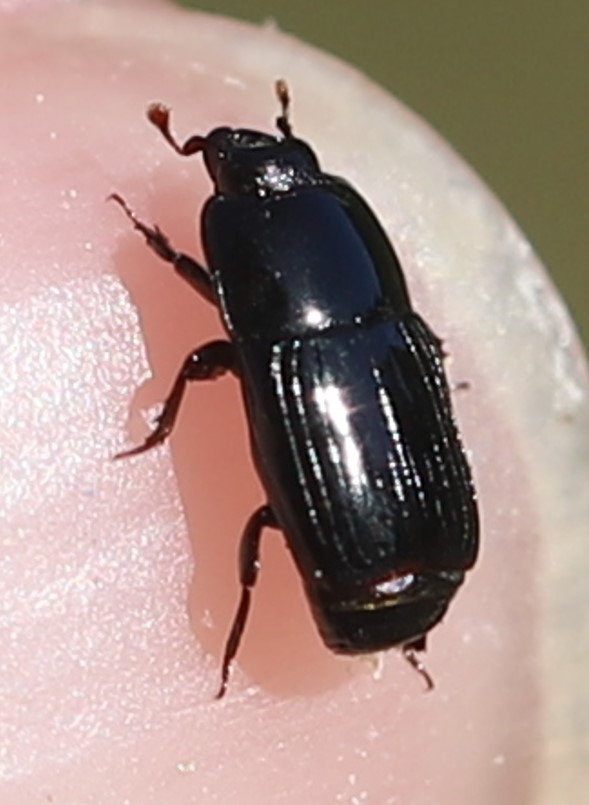

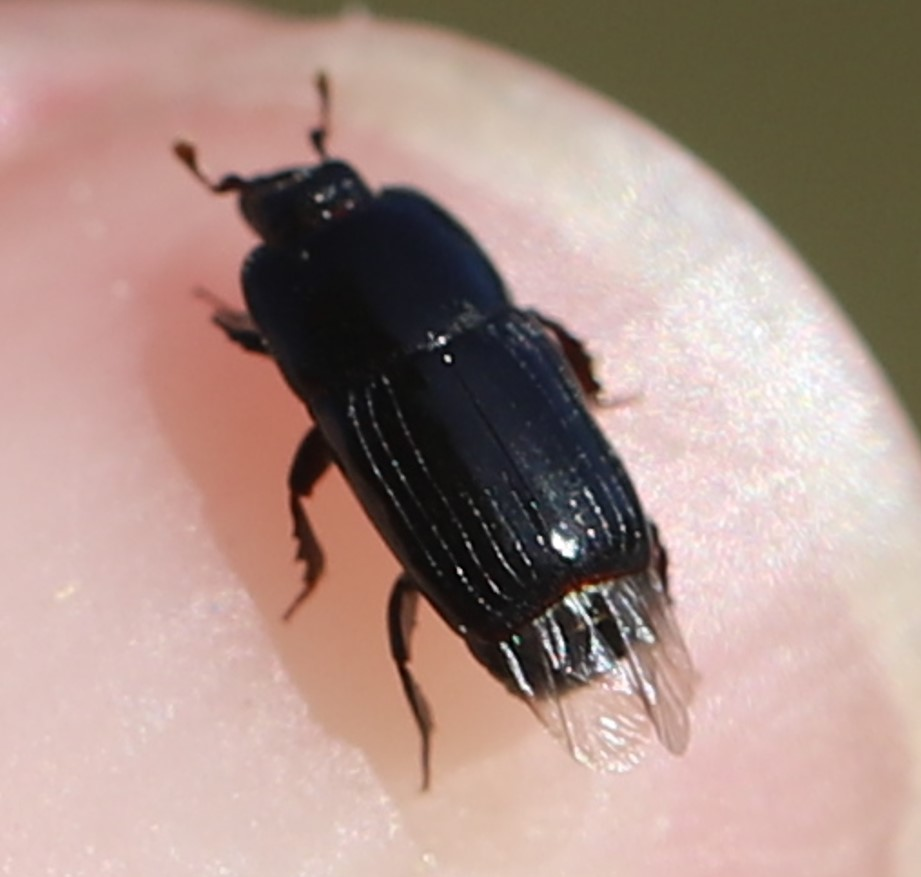

Cylister elongatus, syn. Platysoma elongatum, ist ein Käfer aus der Familie der Stutzkäfer (Histeridae). Die Art wurde von dem schwedischen Naturforscher Carl Peter Thunberg im Jahr 1787 als Hister elongatus erstbeschrieben. Das lateinische Art-Epitheton elongatus bedeutet „gestreckt“ oder „verlängert“ und bezieht sich auf die Körperform der Käfer.

## Taxonomie
In der Literatur finden sich folgende Synonyme:
- Platysoma elongatum elongatum (Thunberg, 1787)
- Cylister elongatum (Thunberg, 1787)
- Cylister elongatus (Thunberg, 1787)
- Platysoma (Cylister) elongatum elongatum (Thunberg, 1787)
- Platysoma (Cylister) elongatum (Thunberg, 1787)
- Platysoma oblongum (Fabricius, 1792)

## Merkmale
Die länglichen flach gebauten schwarzen Käfer sind 3,5–4 mm lang. Die Flügeldecken sind etwa so lang wie zusammen breit. Die Käfer besitzen große kräftige Mandibeln. Fühler und Beine sind rotbraun gefärbt.  Die Fühlerkeule ist 4-gliedrig und in eine Grube am Prosternum-Vorderrand einlegbar. Die Schienen der Vertreter der Gattung Cylister sind am Außenrand gezähnt. Außerdem besitzen die vorderen Schienen eine tiefe S-förmige, beiderseits scharf begrenzte Tarsalfurche. Ferner haben die hinteren Schienen am Außenrand nur einen Zahn. Pygidium und Propygidium sind etwa gleich stark punktiert. Die drei äußeren Punktstreifen verlaufen über die gesamte Länge der Flügeldecken, während die drei inneren Punktstreifen verkürzt sind.

## Verbreitung
Die Art ist in Europa weit verbreitet, kommt jedoch hauptsächlich im Osten vor. Ihr Vorkommen reicht von Skandinavien im Norden bis in den Mittelmeerraum (Spanien, Italien, Griechenland). Im Osten erstreckt sich das Verbreitungsgebiet bis nach Sibirien. In Deutschland gilt die Art als „nicht häufig“.

## Lebensweise
Die Käfer kommen in Nadel- und Mischwäldern vor. Imagines und Larven von Cylister elongatus leben gewöhnlich unter der Rinde abgestorbener Nadelhölzer, insbesondere von Kiefern und Fichten, seltener auch unter der Rinde von Laubbäumen. Dort halten sie sich in den Bohrgängen verschiedener Borkenkäfer-Arten auf, von deren Larven sie sich räuberisch ernähren.